# Radio Shore
Radio Shore är en studentradiokanal som sänder närradio över Kalmar med omnejd på frekvensen 98,6 MHz. Föreningen har funnits sedan 2003 och drivs av studenter med anknytning till Linnéuniversitetet. Radio Shore är medlemmar i riksorganisationen Studentradion i Sverige.